# Адам Варга
Адам Варга (угор. Ádám Varga, нар. 20 листопада 1999) — угорський веслувальник на байдарках, срібний призер Олімпійських ігор 2020 та 2024 року.

## Виступи на Олімпіадах
| Олімпіада  | Дисципліна                     | Місце |
| ---------- | ------------------------------ | ----- |
| Токіо 2020 | байдарки-одиночки, 1000 метрів | 2     |
| Токіо 2020 | байдарки-двійки, 1000 метрів   | 12    |
| Париж 2024 | байдарки-одиночки, 1000 метрів | 2     |
| Париж 2024 | байдарки-двійки, 500 метрів    | 15    |

## Зовнішні посилання
- Адам Варга на сайті International Canoe Federation (англійська)
- Адам Варга на сайті Olympedia (англійська)
- Адам Варга на сайті Hungarian Olympic Committee (угорська)